# جيمس إس. كارسون
جيمس إس. كارسون (بالإنجليزية: James S. Carson)‏ هو مصرفي وصحفي أمريكي، ولد في 9 ديسمبر 1874، وتوفي في 8 أغسطس 1960.